# Gato encadenado
El gato encadenado es una danza nativa argentina. Es una variante del gato (danza).

## Clasificación
Es una danza de pareja suelta con figuras interdependientes, de ritmo vivo y de carácter picaresco.

## Coreografía
Ubicación inicial: En cuarto. Enfrentados, por pareja, en los vértices.
►Primera
```
          ¡ADENTRO!
```

- Vuelta entera………………………………………..8c.
- Giro…………………………………………………4c.
- Zapateo y zarandeo…………………………………8c.
- Media cadena……………………………………….4c.
- Zapateo y zarandeo…………………………………8c.

```
           ¡AURA!
```

- Giro y coronación…………………………………..4c.

►Segunda
- Se baila igual que la primera, pero comennzando desde los lugares opuestos.

## Variante coreográfica
►Primera
```
         ¡ADENTRO!
```

- Vuelta entera………………………………………..8c.
- Giro…………………………………………………4c.
- Cadena…………………………………8c.
- Media vuelta……………………………………….4c.
- Cadena…………………………………8c.

```
          ¡AURA!
```

- Giro y coronación…………………………………..4c.

►6to A
Se baila igual que la primera, pero comenzando desde San Agustín MH hasta los lugares opuestos.